# I Am Just a Girl
"I Am Just A Girl" é uma canção gravada pelo grupo pop sueco ABBA. Em 1973, foi o lado B de "Love Isn't Easy (But It Sure Is Hard Enough)" e na Áustria, de "Nina, Pretty Ballerina".
A música vem da trilha sonora do filme sueco "Ture Sventon", para o qual Benny tinha escrito uma canção chamada "Jag är blott en man" (Eu sou apenas um homem). Durante as sessões de gravação do álbum, ele recebeu uma carta dizendo para adicionar a música em inglês ao álbum como a faixa de número 11. Provavelmente foi gravada no início de 1973. "I Am Just A Girl" se tornou um single na Suécia e no Japão, obtendo boas entradas para algumas paradas de rádio.

"I Am Just a Girl" como lado B de "Nina, Pretty Ballerina" na Áustria.

## Posições
| Parada musical         | Posição |
| ---------------------- | ------- |
| Tio i Topp             | 6       |
| JOLF Pop Best 10 Chart | 9       |
| All Japan Pop 20 Chart | 21      |